# Hazelbrook
Hazelbrook es un municipio rural canadiense situado en la provincia de Isla del Príncipe Eduardo.

## Superficie
Hazelbrook tiene una superficie de 8,09 km².

## Demografía
En 2021, tenía 220 habitantes, una densidad poblacional de 27,2 hab./km², y 91 viviendas.